# Miltogramma varia
Miltogramma varia är en tvåvingeart som beskrevs av Yu. G. Verves 1984. Miltogramma varia ingår i släktet Miltogramma och familjen köttflugor.
Artens utbredningsområde är Mongoliet. Inga underarter finns listade i Catalogue of Life.